# Giải BFCA cho phim hay nhất
Giải BFCA cho phim hay nhất là một trong các giải của BFCA dành cho một phim được bầu chọn là hay nhất. Giải này được lập từ năm 1995.

## Các phim đoạt giải và được đề cử

### 1990s
Ghi chú:
"†" chỉ phim đoạt Giải Oscar cho phim hay nhất

"‡" chỉ phim được đề cử Giải Oscar cho phim hay nhất
- 1995: Sense and Sensibility
- 1996: Fargo
- 1997: L.A. Confidential
- 1998: Saving Private Ryan
- 1999: American Beauty 
  - Being John Malkovich
  - The Cider House Rules
  - The Green Mile
  - The Insider
  - Magnolia
  - Man on the Moon
  - The Sixth Sense
  - The Talented Mr. Ripley
  - Three Kings

### 2000s
- 2000: Gladiator 
  - Almost Famous
  - Billy Elliot
  - Cast Away
  - Crouching Tiger, Hidden Dragon
  - Erin Brockovich
  - Quills
  - Thirteen Days
  - Traffic
  - Wonder Boys
  - You Can Count On Me
- 2001: A Beautiful Mind 
  - Ali
  - In the Bedroom
  - The Lord of the Rings: The Fellowship of the Ring
  - The Man Who Wasn't There
  - Memento
  - Moulin Rouge!
  - Mulholland Drive
  - The Shipping News
  - Shrek
- 2002: Chicago 
  - About Schmidt
  - Adaptation.
  - Catch Me If You Can
  - Far From Heaven
  - Gangs of New York
  - The Hours
  - The Lord of the Rings: The Two Towers
  - The Pianist
  - Road to Perdition
- 2003: The Lord of the Rings: The Return of the King 
  - Big Fish
  - Cold Mountain
  - Finding Nemo
  - In America
  - The Last Samurai
  - Lost in Translation
  - Master and Commander: The Far Side of the World
  - Mystic River
  - Seabiscuit
- 2004: Sideways 
  - The Aviator
  - Collateral
  - Eternal Sunshine of the Spotless Mind
  - Finding Neverland
  - Hotel Rwanda
  - Kinsey
  - Million Dollar Baby
  - The Phantom of the Opera
  - Ray
- 2005: Brokeback Mountain 
  - Capote
  - Cinderella Man
  - The Constant Gardener
  - Crash
  - Good Night, and Good Luck.
  - King Kong
  - Memoirs of a Geisha
  - Munich
  - Walk the Line
- 2006: The Departed 
  - Babel
  - Blood Diamond
  - Dreamgirls
  - Letters from Iwo Jima
  - Little Children
  - Little Miss Sunshine
  - Notes on a Scandal
  - The Queen
  - United 93
- 2007: No Country for Old Men
  - American Gangster
  - Atonement
  - The Diving Bell and the Butterfly
  - Into the Wild
  - Juno
  - The Kite Runner
  - Michael Clayton
  - Sweeney Todd: The Demon Barber of Fleet Street
  - There Will Be Blood
- 2008: Slumdog Millionaire
  - Changeling
  - The Curious Case of Benjamin Button
  - The Dark Knight
  - Doubt
  - Frost/Nixon
  - Milk
  - The Reader
  - WALL·E
  - The Wrestler
- 2009: The Hurt Locker †
  - Avatar ‡
  - An Education ‡
  - Inglourious Basterds ‡
  - Invictus
  - Nine
  - Precious ‡
  - A Serious Man ‡
  - Up ‡
  - Up in the Air ‡

### 2010s
- 2010: The Social Network ‡
  - 127 Hours ‡
  - Black Swan ‡
  - The Fighter ‡
  - Inception ‡
  - The King's Speech †
  - The Town
  - Toy Story 3 ‡
  - True Grit ‡
  - Winter's Bone ‡
- 2011: The Artist †
  - The Descendants ‡
  - Drive
  - Extremely Loud and Incredibly Close ‡
  - The Help ‡
  - Hugo ‡
  - Midnight in Paris ‡
  - Moneyball ‡
  - The Tree of Life ‡
  - War Horse ‡
- 2012: Argo †
  - Beasts of the Southern Wild ‡
  - Django Unchained ‡
  - Les Miserables ‡
  - Life of Pi ‡
  - Lincoln ‡
  - The Master
  - Moonrise Kingdom
  - Silver Linings Playbook ‡
  - Zero Dark Thirty ‡
- 2013: 12 Years a Slave †
  - American Hustle ‡
  - Captain Phillips ‡
  - Dallas Buyers Club ‡
  - Gravity ‡
  - Her ‡
  - Inside Llewyn Davis
  - Nebraska ‡
  - Saving Mr. Banks
  - The Wolf of Wall Street ‡
- 2014: Boyhood ‡
  - Birdman †
  - Gone Girl
  - The Grand Budapest Hotel ‡
  - The Imitaton Game ‡
  - Nightcrawler
  - Selma ‡
  - The Theory of Everything ‡
  - Unbroken
  - Whiplash ‡